# World Without End (filme)
World Without End (bra: 20 Milhões de Léguas a Marte, ou Vinte Milhões de Léguas a Marte) é um filme estadunidense de 1956, dos gêneros aventura, romance e ficção científica, dirigido e roteirizado por Edward Bends.

## Sinopse
Após violenta tempestade temporal, nave espacial com quatro tripulantes, e destino a Marte, chega a   planeta dividido por duas raças, uma selvagem e violenta vivendo em cavernas, a outra moderna e inteligente vivendo em cidades subterrâneas.

## Elenco
- Hugh Marlowe ........ John Borden
- Nancy Gates ....... Garnet
- Nelson Leigh ....... Dr. Eldon Galbraithe
- Rod Taylor ....... Herbert Ellis
- Shirley Patterson ....... Elaine (como Shawn Smith)
- Lisa Montell ....... Deena
- Christopher Dark ....... Henry 'Hank' Jaffe
- Booth Colman ....... Mories
- Everett Glass ....... Timmek
- Stanley Fraser ....... Elda